# Anne Isabella Milbanke
 (mai 2024).
Si vous disposez d'ouvrages ou d'articles de référence ou si vous connaissez des sites web de qualité traitant du thème abordé ici, merci de compléter l'article en donnant les références utiles à sa vérifiabilité et en les liant à la section « Notes et références ».
 (décembre 2016).
Anne Isabella Milbanke Noel Byron, 11e baronne  Wentworth et baronne Byron, née à Londres le 17 mai 1792 et morte le 16 mai 1860 est l'épouse du poète Byron sous le nom d'« Annabella » et la mère de la scientifique Ada Lovelace qui rédigea la première boucle de code jamais écrite lorsqu'elle travailla sur les machines du mathématicien Charles Babbage.

## Noms
Ses noms sont particulièrement complexes. Née Anne Isabella Milbanke, elle est le seul enfant de Sir Ralph Milbanke, 6e Baronnet du comté de Durham, et de l'Honorable Lady Judith  Milbanke, sœur de Thomas Noel, Lord Wentworth. À la mort de ce dernier, survenue  quelques mois après le mariage d'Anne Isabella avec Lord Byron, son père  qui hérite d'une grande partie du domaine de son beau-frère, change son nom et devient  Sir Ralph Noel. Lorsque meurt la mère d'Anne Isabella, celle-ci et son mari prennent à leur  tour le nom de Noel, ce qui était une condition pour qu'elle puisse hériter, sa mère  ayant fait une requête écrite au prince régent, par laquelle  elle demandait que sa fille porte le nom de « Lady Wentworth » de telle sorte que ses parents n'aient pas à  l'appeler « Byron ».
Elle fut donc d'abord Anne Isabella, Baronne Byron ou Lady Byron, puis Anne Isabella Noel, Baronne Byron. Son oncle avait été à la fois vicomte et baron Wentworth, ces deux titres se transmettant de façon différente : la vicomté s'éteignit et la baronnie devint vacante (« abeyance ») entre sa mère et son cousin Nathaniel Curzon, 3e baron Scarsdale. Lorsque Curzon meurt, sans héritiers en 1856, la baronne Byron devient baronne Wentworth de son propre chef, comme seule prétendante au titre. Mais elle n'en fit pas usage. Elle signait son courrier « A. I. Noel Byron » et utilisa pour son testament la signature « Baronne Noel-Byron ». Elle était généralement connue comme « Lady Byron » et ses amis utilisaient le diminutif d'« Annabella ». Enfin, Lord Byron aimait la désigner par le diminutif de Bell, dont la lettre initiale lui rappelait la sienne. 

## Jeunesse
Anne Isabella est une enfant douée. Pour cultiver son évidente intelligence, ses parents engagent comme tuteur un ancien professeur de l'université de Cambridge, William Frend (en). Sous sa direction, Anne Isabella reçoit une éducation semblable à celle d'un étudiant de Cambridge ; elle étudie la littérature classique, la philosophie, les sciences et les mathématiques, matière qui la passionne tout particulièrement. Cette fascination conduisit plus tard Lord Byron à la surnommer sa « princesse des parallélogrammes. »
Souvent décrite comme froide et guindée, Anne Isabella était consciente de sa forte intelligence et n'avait pas honte de la démontrer en société.
Sa première rencontre avec Byron a lieu en mars 1812.
Malgré la popularité croissante de Byron due au succès de son poème Le Pèlerinage de Childe Harold, Anne Isabella rejette continuellement ses avances. Éperdu, Byron lui propose le mariage en octobre 1812. Anne Isabella refuse sa proposition trois jours plus tard.

## Mariage avec Byron
Lorsque Byron lui fait sa seconde proposition en mariage en septembre 1814, Anne Isabella accepte. Le couple se marie en privé à Seaham Hall dans le Comté de Durham le 2 janvier 1815. Ils s'installent à Londres à Piccadilly Terrace.
Byron se trouve alors dans une situation financière extrêmement difficile. Il rejette les paiements proposés pour ses œuvres, estimant les sommes insuffisantes. Il a du mal à vendre ses propriétés de Newstead Abbey et de Rochdale pour éponger ses dettes. Au cours de l'été 1815, il commence à déverser sa colère et son hostilité sur sa femme. Il se met à boire beaucoup. Dans une lettre à sa demi-sœur, Augusta Leigh, il déclare qu'il soupçonne sa femme d'avoir forcé la serrure de son bureau pour le fouiller. Plus tard dans l'année, il entame une liaison avec Susan Boyce, une choriste londonienne.
Anne Isabella est de plus en plus contrariée. En fin de grossesse, elle craint que Byron ne devienne fou. En novembre 1815, elle écrit à Leigh pour lui faire part des humeurs et du comportement de Byron. En réponse à la lettre de sa belle-sœur, Leigh se rend chez les Byron. À son arrivée, elle devient le sujet de la colère de Byron et le croit temporairement fou.
Le 10 décembre, Anne Isabella donne naissance à l'unique enfant du couple, une fille, qu'ils dénomment  Ada. Le désespoir de Byron semble s'accroître.

## Séparation
En janvier 1816, alors que les Byron fêtent leur premier anniversaire, Lord Byron propose de vendre leur maison de Piccadilly Terrace. Il demande à sa femme d'emmener Ada chez ses parents et d'y rester temporairement jusqu'à ce qu'il ait réglé leurs finances. Incrédule, Anne Isabella  invite un médecin à leur domicile pour examiner Byron car elle est convaincue que son mari est devenu fou. Byron ignore le véritable but de cette visite. Le médecin lui recommande d'accéder à la demande de Byron et de s'installer dans la propriété de ses parents.
Anne Isabella commence à documenter en détail le comportement, les humeurs et les paroles de Byron. Elle contacte son avocat et ami, John Hanson, et lui fait part de ses craintes que Byron ne mette fin à ses jours. Elle fournit également à Hanson une brochure sur l'hydrocéphalie, accompagnée de notes qui suggèrent que Byron pourrait souffrir de ce mal. À la suite de cette conversation, Anne Isabella prend Ada et se rend à la résidence de ses parents à Kirkby Mallory, dans le Leicestershire. Elle ne reverra plus Byron.
Au cours de son premier mois à Kirkby Mallory, Anne Isabella écrit affectueusement à Byron en l'appelant "très cher Canard". Ses parents demandent un conseil juridique. Leur avocat recommande une séparation légale et envoie une lettre proposant la séparation à Byron. Augusta, qui était restée avec Byron à Piccadilly Terrace depuis le départ de sa femme, intercepte la lettre, craignant que Byron ne se suicide s'il en prend connaissance. Elle renvoie la lettre à Kirkby Mallory et fait part de son opinion selon laquelle le mariage des Byron devrait faire l'objet d'une plus grande attention. Une semaine plus tard, cependant, un messager envoie à nouveau la proposition à Byron.
Cette fois, l'information lui parvient, mais il refuse de croire qu'Anne Isabella ne veut plus être sa femme. Il demande à Augusta de lui écrire et refuse de dissoudre leur mariage. Peu de temps après, lorsque Anne Isabella lui fait part de ses soupçons quant au caractère incestueux de sa relation avec sa demi-sœur Augusta, il change d'avis et accepte d'accéder à la demande de sa femme si celle-ci prouve que la demande de séparation légale est bien de son propre fait et non de celui de ses parents. En réponse, Anne Isabella fait personnellement part de ses sentiments à Leigh. Byron tient parole et leur séparation devint légale en mars 1816, dans le cadre d'un accord privé.
Peu après la dissolution de son mariage, Byron quitte l'Angleterre et passe la fin de sa vie à l'étranger. Il mourra en Grèce le 19 avril 1824.
Anne Isabella a pris garde de conserver ses lettres et des copies de celles qu'elle lui a adressées, ainsi que de documenter soigneusement leur relation au cas où Byron lui aurait contesté la garde d'Ada.

## Éducation d'Ada
Au fur et à mesure qu'Ada grandit, Anne Isabella craint qu'elle n'hérite des comportements et des humeurs de Byron. Elle lui donne une éducation scientifique et mathématique et décourage les études littéraires.
Elle sera à son chevet lorsque sa fille mourra d'un cancer le 27 novembre 1852, à l'âge de 36 ans.

## Fin de vie
Anne Isabella s'engage dans des causes sociales telles que la réforme des prisons et l'abolition de l'esclavage.
Elle participe à la Conférence mondiale contre l'esclavage de 1840 et fait partie des quelques rares femmes figurant sur le tableau commémoratif de cet événement,.

### Décès
Anne Isabella meurt d'un cancer du sein le 16 mai 1860, la veille de son 68e anniversaire. Elle est enterrée au Cimetière de Kensal Green à Kensal Green à Londres.
Avant sa mort, elle a conté l'histoire de son mariage à Harriet Beecher Stowe, qui publie le récit en 1869. Cet écrit, qui évoque pour la première fois la relation incestueuse de Byron avec sa demi-sœur, met à mal la réputation de Lord Byron.
La baronnie passe à son petit-fils Byron King-Noel, Vicomte d'Ockham.